# Nuklearanlage Marcoule
Die Nuklearanlage Marcoule ist eine kerntechnische Anlage und Forschungszentrum an der Rhone, etwa 30 Kilometer nördlich von Avignon in der französischen Region Okzitanien.
Auf dem Gelände der Anlage waren vormals drei UNGG-Reaktoren (siehe Kernkraftwerk Marcoule) sowie bis 2010 der Brutreaktor-Prototyp Phénix in Betrieb. 
Die Wiederaufarbeitungsanlage UP1 war die erste großtechnische Anlage in Frankreich. Die weiterentwickelten Anlagen UP2 und UP3 wurden in La Hague errichtet.
Marcoule ist das zweitgrößte französische Zentrum für die Behandlung radioaktiven Abfalls und Rückbau von Anlagen, durch das Unternehmen EDF Cyclife.
Seit ca. 1996 findet der Rückbau und die Dekommissionierung verschiedener Anlagen statt. Weiterhin sind bspw. die Herstellung von Brennelementen, sowie die Forschung und Entwicklung durch die CEA, aktive Bereiche.
Die Anlage wird von der französischen Atomaufsichtsbehörde Autorité de sûreté nucléaire überwacht und inspiziert.

## Geschichte
Mit der Entscheidung Frankreichs zur Zeit der vierten Republik, Atommacht zu werden, mussten Methoden zur Herstellung von Plutonium entwickelt werden. Dafür gründete das Commissariat à l'énergie atomique (CEA, frz. für ‚Kommissariat für Atomenergie‘) im Jahre 1955 ein Produktionszentrum "Centre de Production de Plutonium de Marcoule", auf dem in den Folgejahren zunächst zwei Reaktoren gebaut wurden. Betrieben wurden sie vom Energiekonzern Électricité de France (EDF).
1976 ging die Firma Cogema (Silbenkurzwort aus Compagnie Générale des Matières Nucléaires, deutsch: ‚Allgemeine Gesellschaft für Nuklear-Material‘) aus einem Teil der CEA hervor und übernahm den Betrieb der Nuklearanlage. 
1996 endete die Plutoniumproduktion.
2001 entstand aus Cogema und anderen Firmen der Konzern Areva, welcher als industrieller Partner eng mit der CEA zusammenarbeitete. Areva selbst gehört über mehrere Beteiligungen dem französischen Staat. Areva ging folglich in Orano auf.
2015 feiert der Standort "60 Jahre wissenschaftliche Herausforderungen"

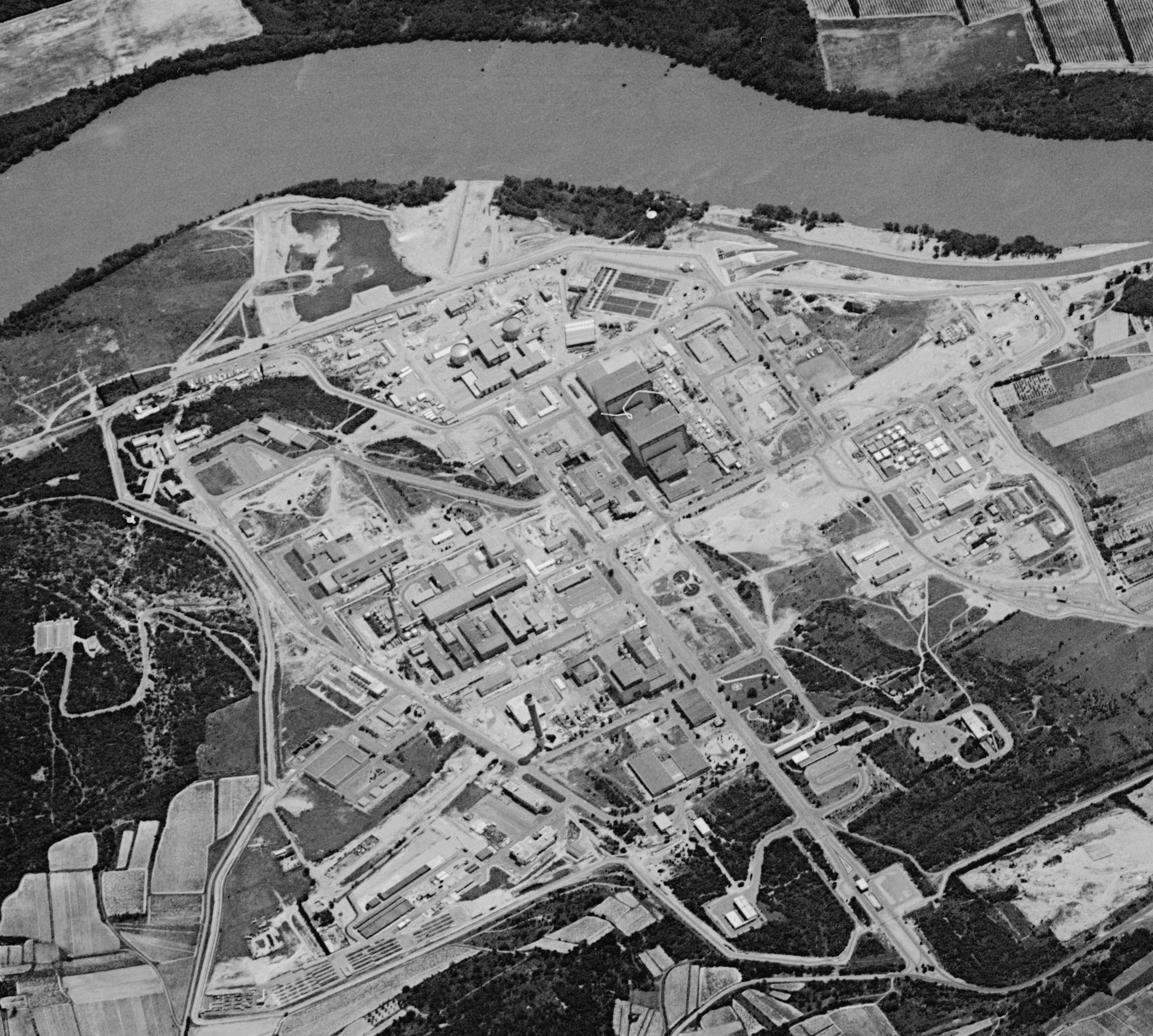
Luftaufnahme Kernanlagen Marcoule 1967

## Organisation
Laut Eigenangaben der CEA (Stand 2023):
- Mitarbeiter:
  - Gesamte Anlage Marcoule: ca. 5.000
  - Orano Marcoule: ca. 1.850[6]
  - CEA Marcoule: 1.704
- Forschungsbudget CEA: 521 Mio. Euro
- Über 285 Patente und ca. 300 wissenschaftliche Publikationen pro Jahr

## Kernanlagen und Einrichtungen
Hinweis: Die folgende Übersicht erhebt keinen Anspruch auf Vollständigkeit. Es werden nur einige bekannte Anlagen aufgezählt.

### Pilot- und Forschungsanlagen
- Die älteren Anlagen MAR400 und APM (L'Atelier pilote de Marcoule)[7]
- Das moderne Forschungslabor Atalante[8] (und die Forschungskonferenz im gleichen Namen)[9]
- Das Projekt TOR[10]

### Kernkraftwerk Marcoule
1956 ging der erste UNGG-Reaktor dieses Kernkraftwerks in Betrieb, 1959 und 1960 folgten je ein weiterer. Sie dienten der Produktion von waffenfähigem Plutonium für die ersten französischen Kernwaffen und lieferten auch Strom ins kommerzielle Stromnetz.
1968 und 1980 erfolgte die Abschaltung des jeweils ältesten Blocks, 1984 wurde auch der dritte Reaktor stillgelegt.

### Wiederaufarbeitungsanlage UP1
Von 1958 bis 1992 trennte die Wiederaufarbeitungsanlage UP1 per Lösungsmittelextraktion waffenfähiges Plutonium aus den Brennelementen der drei Reaktoren des Kernkraftwerkes Marcoule ab. Der Gesamtertrag wurde auf mehr als 2,5 Tonnen geschätzt. Der Rückbau der Anlage begann 1998.

### Celestin-Reaktoren
1967 und 1968 gingen die beiden Schwerwasserreaktoren Celestin 1 und 2 in Betrieb, die Tritium für das französische Programm zur Entwicklung von Wasserstoffbomben produzierten, und auch Plutonium waffenfähig herstellen konnten. Sie wurden 2009 abgeschaltet.

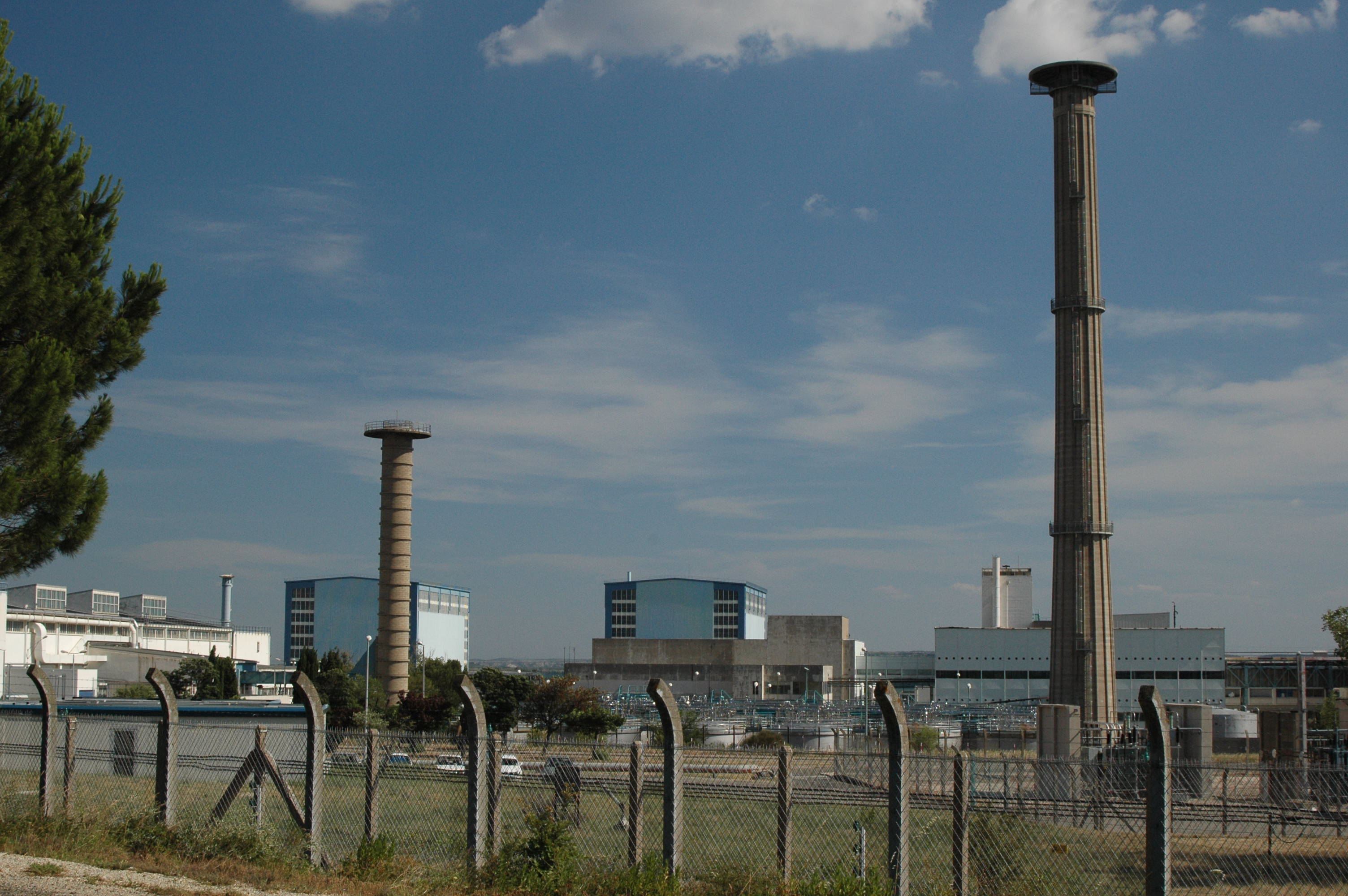
Das helle (längliche) Gebäude unmittelbar hinter dem rechten Schornsteinen, sowie der graue Anbau in der Mitte des Fotos ist die Wiederaufarbeitungsanlage UP1 mit verschiedenen Anbauten (2005). Ebenfalls sind die Gebäude der Reaktoren G2 und G3 hinten links gut zu erkennen.

### Kernkraftwerk Phénix
Seit Dezember 1973 war in diesem Kraftwerk ein Brutreaktor in Betrieb, ab 1990 mit mehrjährigen Unterbrechungen. Dieser schnelle Brüter war der Prototyp für den später erbauten, mehrere hundert Kilometer flussaufwärts gelegenen Superphénix und wurde nach dessen Abschaltung wieder zu Forschungszwecken umgebaut und 2004 bis zur Stilllegung im Februar 2010 betrieben.

### MOX-Brennelemente (Orano Melox)
Die ab 1985 geplante, ab 1990 gebaute und 1995 in Betrieb gegangene Recyclinganlage für Brennelemente Melox hat sich bis heute zum Weltmarktführer in diesem Segment entwickelt. Sie liefert international für Leichtwasserreaktoren die MOX-Brennelemente. Das dafür benötigte Plutonium stammt aus der Wiederaufarbeitungsanlage La Hague.

### Verglasungsbetrieb Marcoule
In diesem Betrieb wurden von 1978 bis zur Schließung 1999 insgesamt 1900 m³ hochradioaktiver Abfall (HAW) in Glaskokillen gepackt (siehe auch HAW-Verglasung).

### Weitere Einrichtungen
Außerdem gibt es in der Nuklearanlage noch das Forschungslabor Atalanta sowie das Werk Centraco (Silbenkurzwort aus centre nucléaire de traitement et de conditionnement des déchets faiblement radioactifs, zu deutsch ‚Nuklearzentrum für Behandlung und Wiederaufarbeitung von schwach radioaktivem Material‘) der Gesellschaft für Verpackungsabfälle und industrielle Abwässer (Socodei).

## Bekannte Vorfälle
Am 12. September 2011 explodierte ein Schmelzofen, auf dem Gelände des Centraco-Werks innerhalb der Nuklearanlage, bei der laut der französischen Atomsicherheitsbehörde ASN ein Mensch ums Leben kam und vier weitere verletzt wurden. Radioaktivität sei keine frei geworden. Von den Medien wurde fälschlicherweise verbreitet, dass der Unfall mit dem Atomreaktor auf dem Gelände in Verbindung steht. Die Ursache der Explosion war unbekannt. Der Vorfall wurde von der Atomaufsichtsbehörde Autorité de sûreté nucléaire abgeschlossen.

## Kritik
Der Standort und die Anlagen werden von Greenpeace Frankreich kritisiert.